# Joe Modise

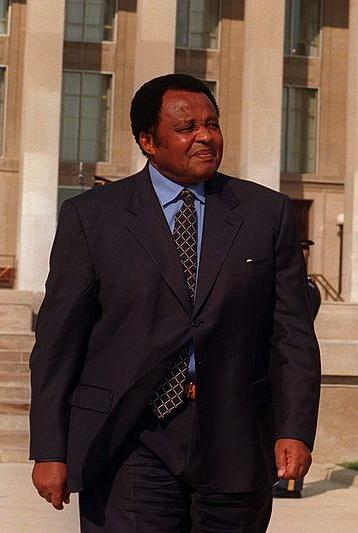
Joe Modise

Johannes „Joe“ Modise (* 23. Mai 1929 in Doornfontein; † 26. November 2001 bei Pretoria) war ein südafrikanischer Widerstandskämpfer und MK-Armeekommandeur sowie späterer Verteidigungsminister seines Landes.

## Leben
Modise war das Kind von Miriam und Ezekiel Modise. Die Grundschulzeit verbrachte er in Kliptown (Soweto) und schloss seine Schulausbildung mit Standard VIII (Junior Certificate) an der Fred Clark Memorial School in Nancefield (Soweto) ab. Obwohl Modise frühzeitig durch verschiedene Jobs zum Einkommen der Familie beitragen musste, ermutigten ihn seine Eltern zu weiteren Bildungsetappen. Deshalb erwarb er sein Matric auf einem privat organisierten Weg. Zu seinen ersten Berufserfahrungen zählte die Arbeit als Kraftfahrer in der Bekleidungs- und Lederwarenindustrie, ferner für den Lebensmittelgroßhandel. Als junger Mann begann Modise sich durch ein Engagement gegen die Ungerechtigkeit der Apartheidsregierung für Politik zu interessieren. Etwa 1947 trat er der ANC Youth League im Johannesburger Stadtteil Newclare bei und war einer der Organisatoren bei den Widerstandsaktionen gegen die gewaltsamen Umsiedlungsmaßnahmen der Einwohner von Sophiatown. 1954 kam Modise in Arrest, als er versucht hatte, bedrohte Bewohner vor Polizeianschlägen zu schützen. Anfang der 1950er Jahre war er noch in seiner Freizeit als Organisator für den ANC unterwegs, wozu auch Aktivitäten gegen die Einführung der Bantu Education gehörten. Auf diese Weise folgte er dem Konzept des gewaltlosen Widerstandes.
Joe Modise war zusammen mit Nelson Mandela einer der 73 unter Anklage gestellten Beschuldigten im Treason Trial, dem sogenannten Landesverratsprozess. Unter dem Eindruck des Sharpeville-Massakers 1960 sowie der ihm folgenden Bannung des ANC kam es zur Gründung des Umkhonto we Sizwe (MK), dem militärischen Arm des ANC. Modise wurde Mitglied dessen Oberkommandos und organisierte die ersten Sabotageaktionen mit militärisch unerfahrenen MK-Aktivisten. 1962 gab er seinen zivilen Beruf auf und wurde Mitarbeiter des ANC.
Die ersten MK-Mitglieder, die eine militärische Ausbildung im Ausland erhielten, wurde über ein von Joe Modise aufgebautes Netzwerk von Johannesburg über Betschuanaland (seit 1966 Botswana) in das Ausland gebracht. Sein funktionierendes grenzüberschreitendes Netzwerk brachte ihm innerhalb des ANC großes Ansehen ein und er galt seit Mitte der 1960er Jahre deswegen als dessen „army commander“. Die meisten von ihm in den Townships von Transvaal angeworbenen Personen gehörten zu den Sotho und speziell Tswana. Trotz verstärkter Aufklärungsaktivitäten von Mitarbeitern der südafrikanischen Special Branch unter ANC-Sympathisanten in Botswana blieb sein Netzwerk effektiv und diente seit etwa 1975 als Modell für ähnliche Aktivitäten an der Grenze zwischen Mosambik und Südafrika unter Führung von Moses Mabhida und Jacob Zuma.
Als gegen Ende des Jahres 1962 einige MK-Akteure in Nordrhodesien verhaftet und nach Südafrika ausgeliefert wurden, verdichteten sich zu Beginn 1963 die Hinweise darauf, dass Sicherheitskräfte seines Landes ihm auf der Spur waren. Das MK-Oberkommando entschied sich für einen Exilaufenthalt von Modise zum Zwecke einer umfänglichen militärischen und militärökonomischen Ausbildung. Dazu weilte er 1963 in der ČSSR und 1964 in der Sowjetunion. Ende 1964 kehrte Modise von seinen Studien nach Tansania zurück.
Er selbst begründete Operationsbasen des Umkhonto we Sizwe in Tansania, Angola und Uganda, leitete auch die Ausbildung von Kämpfern in Kuba, Algerien, Ägypten, Äthiopien und der Volksrepublik China.
Zwischenzeitlich war Nelson Mandela als Führer des MK in Haft gekommen, dessen Nachfolger Raymond Mhlaba ebenso inhaftiert. Nun führte Wilton Mkwayi kurzzeitig den MK und gelangte 1965 in Haft. Angesichts dieser schnellen Führungswechsel richtete das National Executive Committee des ANC die Frage an Joe Modise, ob er diese Funktion 1965 übernehmen wolle. Modise sagte zu, verblieb jedoch in Tansania. Nun führte er eine Umstrukturierung des MK durch und betrieb von dort aktive Personalgewinnung zwecks anschließender militärischer Ausbildung. Gleichzeitig begann er eine Route für die Rückkehr von MK-Mitgliedern über Botswana nach Südafrika zu entwickeln. Dazu wandte sich Modise 1966 nach Lusaka in Sambia, um die Verhältnisse in Botswana besser untersuchen zu können. In der zweiten Hälfte des Jahres begann er gemeinsame Aktionen mit der Zimbabwe People’s Revolutionary Army (ZIPRA), dem militärischen Flügel der Zimbabwe African People’s Union (ZAPU) unter Joshua Nkomo zu planen. Es kam zu einigen Unternehmungen im Westen von Rhodesien nahe Wankie. Ein Ergebnis dieser Kooperation entwickelte sich 1968 als gemeinsamer Vorstoß in den östlichen Bergregionen Rhodesiens in Richtung der nördlichen Naturschutzgebiete von Transvaal. Dabei begannen sich Kämpfer beider Militärorganisationen in der Lokalbevölkerung zu integrieren, um so über kleine Etappenpunkte eine Transferlinie zu entwickeln. Diese Operation misslang jedoch noch im selben Jahr.
Zwischen 1970 und 1976 leitete Modise den Aufbau von Untergrundstrukturen innerhalb Südafrikas und seit 1976 begannen wieder Militäroperationen mit dem Ziel, die Schlagkraft des ANC inländisch zu demonstrieren. Der politische Aufstieg von Modise wurde dadurch gestärkt. Auf der Kabwe-Konferenz des ANC im Jahre 1985 erhielt er weiteren politischen Rückhalt. Fortan war Modise in die Militärkommission des ANC sowie in dessen mächtigen Politisch-Militärischen Rat einflussreich integriert.
Nach der Legalisierung des ANC im Jahre 1990 stellte Modise eine Gruppe von Vertrauenspersonen zusammen, die in den Groote-Schuur-Gesprächen mit der damaligen Regierung De Klerk zusammentrafen. Es waren die ersten offiziellen Verhandlungen zur Beendigung der Apartheid mit dem diesbezüglichen Groote Schuur Minute genannten Protokoll.
Er war 1994 bis 1999 im Kabinett Mandela der erste schwarze Verteidigungsminister Südafrikas nach dem Ende der Apartheid. Ein besonderes Problem während seiner Amtszeit stellte die Integration von etwa 27.000 Angehörigen des MK, der militärische Zweig des ANC und des PAC in die südafrikanischen Streitkräfte dar. Mit dieser Aufgabe betraute er den ehemaligen MK-Kommandeur Solly Shoke.
Kritisiert wurden Rüstungsgeschäfte während seiner Amtszeit, bei denen Korruptionsverdacht bestand.